# Martin Galway

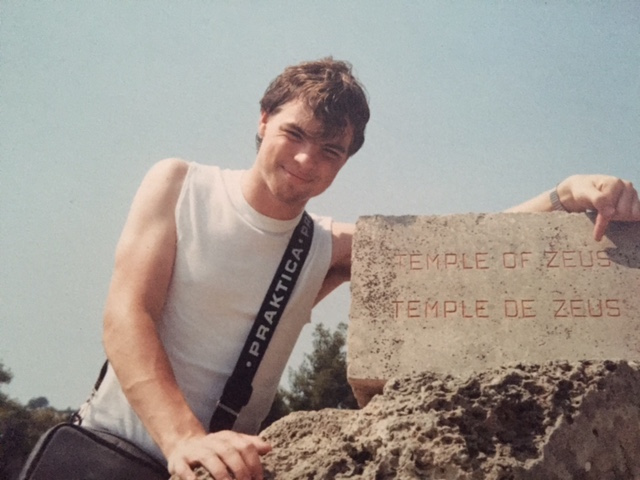
Martin Galway (ca. 1987)

Martin Galway (* 3. Januar 1966 in Belfast) ist ein britischer Komponist von Musik für Computerspiele.
Galway begann seine musikalische Karriere 1983 auf dem BBC Micro; 1984 stieg er auf den Commodore 64 um, auf dem er Chiptunes für den Soundchip SID programmierte. 1985 nahm er eine Festanstellung bei Ocean Software im englischen Manchester an. Er schrieb in den 1980er-Jahren unter anderem den Soundtrack zu so bekannten Spielen wie Arkanoid, Wizball, Slap Fight und Yie Ar Kung-Fu. Galway war der erste Computermusiker, der Samples in einem Spiel verwendete, nämlich 1987 in Arkanoid. Später stieg er auf den PC um und verfasste unter anderem die Musik für einige der bekannteren Spiele aus dem Hause Origin wie Times of Lore und die Ultima-Serie. Auch die Musik für einige der Spiele aus der Wing-Commander-Reihe stammt von ihm.
Galway ist bis heute aktiv und hat auch einige Microsoft-Spiele vertont.

## Spiele (Auszug)
| Name                       | Jahr | Publisher        |
| -------------------------- | ---- | ---------------- |
| Arkanoid                   | 1987 | Taito            |
| Comic Bakery               | 1986 | Imagine Software |
| Game Over                  | 1987 | Imagine Software |
| MicroProse Soccer          | 1988 | Microprose       |
| Rambo                      | 1985 | Ocean Software   |
| Times of Lore              | 1988 | Origin Systems   |
| Ultima VII: The Black Gate | 1992 | Origin Systems   |
| Wing Commander 2           | 1991 | Origin Systems   |
| Wizball                    | 1987 | Ocean Software   |
| Yie Ar Kung-Fu             | 1986 | Konami           |